# Thomas Deloney
Thomas Deloney (1543 – 1600) è stato uno scrittore inglese.
Di professione tessitore a Norwich, scrisse ballate popolari e alcune novelle ispirate a fatti quotidiani della vita artigiana, in uno stile che oggi si definirebbe "giornalistico". 
La sua opera più conosciuta è La nobile arte (The gentle craft, 1597), che servì da spunto per La festa dei calzolai di Thomas Dekker. Appunto come Dekker, Deloney è un precursore elisabettiano del realismo di Daniel Defoe.